# Кириченко, Алексей Петрович
Алексей Петрович Кириченко (1894-1941) — старший политрук Рабоче-крестьянской Красной Армии, участник Великой Отечественной войны, Герой Советского Союза (1941).

## Биография
Алексей Кириченко родился 17 марта 1894 года в селе Локня (ныне — Сумский район Сумской области Украины).
Получил начальное образование, с ранних лет работал батраком. С 1908 года жил в Донбассе, работал сначала коногоном, позднее забойщиком на шахте.
В 1915 году Кириченко был призван на службу в царскую армию. Участвовал в боях Первой мировой войны в качестве пулемётчика 228-го пехотного полка. Был арестован за участие в революционном движении, освобождён после революции. Участвовал в Гражданской войне. После её окончания находился на хозяйственной и партийной работе. Сначала руководил рядом шахт, затем стал заместителем директора Одесского сельскохозяйственного техникума. Член ВКП(б)/КПСС с 1918 года.
В 1941 году Кириченко был призван на службу в Рабоче-крестьянскую Красную Армию. С августа того же года — на фронтах Великой Отечественной войны, был ответственным секретарём партийного бюро 982-го стрелкового полка 275-й стрелковой дивизии 6-й армии Южного фронта. 7 сентября 1941 года около села Каменка Красноградского района Харьковской области Украинской ССР Кириченко поднял одну из рот полка в атаку и в бою лично уничтожил несколько солдат противника.
25 сентября 1941 года он погиб во время боя за село Педашка-Первая Зачепиловского района той же области. Похоронен в братской могиле в селе Руновщина Зачепиловского района.

## Дом героя в Одессе
В городе Одессе проживал по адресу: улица Педагогическая, дом 19, в двухэтажном доме типового проекта из камня-ракушняка, довоенной постройки, рассчитанном на четыре домохозяйства.
В настоящий момент, в бывшей квартире Кириченко проживают люди, не имеющие к Алексею Петровичу и его семье никакого отношения.
На стене дома размещена мемориальная доска.
По состоянию на 2023 год, дом признан местными советами аварийным и подлежит отселению и сносу.

## Награды
Указом Президиума Верховного Совета СССР от 20 ноября 1941 года за «образцовое выполнение боевых заданий командования на фронте борьбы с немецкими захватчиками и проявленные при этом мужество и героизм» старший политрук Алексей Кириченко посмертно был удостоен высокого звания Героя Советского Союза. Также посмертно был награждён орденом Ленина.